# Furnace Run Aqueduct
Le Furnace Run Aqueduct est un ancien pont-canal du comté de Summit, dans l'Ohio, aux États-Unis. Protégé au sein du parc national de Cuyahoga Valley, il permettait à l'Ohio and Erie Canal de franchir la Furnace Run. Seules demeurent ses culées, lesquelles lui valent d'être inscrit au Registre national des lieux historiques depuis le 11 décembre 1979.